# Martinet menut llistat
El martinet menut llistat (Botaurus involucris; syn: Ixobrychus involucris) és una espècie d'ocell de la família dels ardèids (Ardeidae) que habita espessa vegetació de ribera i aiguamolls a les terres baixes del nord de Colòmbia i de Veneçuela, Trinitat, Guaiana, sud-est de Bolívia, el Paraguai, est del Brasil, Uruguai, centre de Xile i nord i centre de l'Argentina.

## Taxonomia
El martinet menut llistat anteriorment estava classificat en el gènere Ixobrychus. Però un estudi filogenètic molecular de la família dels ardèids publicat el 2023 va trobar que Ixobrychus era parafilètic i per crear gèneres monofilètics, Ixobrychus es va fusionar amb el gènere Botaurus que havia estat introduït el 1819 pel naturalista anglès James Francis Stephens.